# Eilkäfer
Die Eilkäfer (Notiophilus) sind eine Gattung der Käfer aus der Familie der Laufkäfer (Carabidae) innerhalb der Unterfamilie Carabinae. Sie kommt in Europa mit 14 Arten und Unterarten vor, 8 sind auch in Mitteleuropa heimisch.

## Merkmale
Die Käfer werden nur 3,5 bis 5,5 Millimeter lang. Sie haben einen flachen Körperbau mit breiter paralleler Form und eine metallisch glänzende Färbung. Ihr Kopf ist groß, ihre schräg gestellten Facettenaugen sind sehr groß. Ihr Halsschild ist breit, sein Vorderrand ist spitz ausgezogen. Die Deckflügel haben neun Punktreihen, bei denen jedoch zwischen der ersten und zweiten Reihe ein unregelmäßiger, breiterer Abstand herrscht, wodurch sich ein breites, glattes längliches Feld ergibt. Einige Arten können nur anhand einer Genitaluntersuchung sicher bestimmt werden.
Die Larven sehen denen der Dammläufer (Nebria) ähnlich, ihre Schenkel, Schienen und Tarsen sind jedoch gleich lang und haben eine raue Oberfläche.

## Vorkommen und Lebensweise
Die tagaktiven Tiere leben an trockenen Orten, besonders an Waldlichtungen, Wiesen und Heiden und verstecken sich unter Moos und Steinen. Man kann sie beim Laufen am Boden über dem Laub beobachten. Sie ernähren sich räuberisch von Springschwänzen und Milben. In Mitteleuropa treten sie im August und September auf. Sie überwintern meistens als Imagines.

## Arten (Auswahl)
- Notiophilus aestuans Dejean, 1826
- Notiophilus aquaticus (Linnaeus, 1758)
- Zweigefleckter Eilkäfer (Notiophilus biguttatus) (Fabricius, 1779)
- Notiophilus danieli Reitter, 1897
- Notiophilus geminatus Dejean & Boisduval, 1830
- Notiophilus germinyi Fauvel in Grenier, 1863
- Notiophilus interstitialis Reitter, 1889
- Notiophilus laticollis Chaudoir, 1850
- Notiophilus marginatus Gené, 1839
- Notiophilus palustris (Duftschmid, 1812)
- Notiophilus quadripunctatus Dejean, 1826
- Notiophilus reitteri Spaeth, 1900
- Notiophilus rufipes Curtis, 1829
- Notiophilus substriatus C.R. Waterhouse, 1833